# شیر محمد عباس ستانکزی

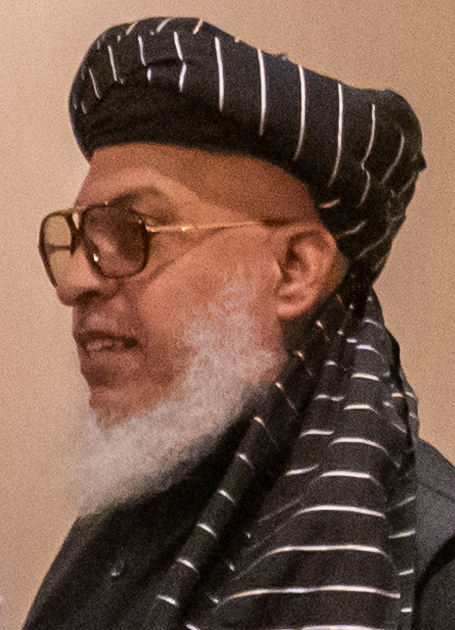

شیر محمد عباس ستانکزَی رئیس فعلی دفتر سیاسی طالبان در دوحه قطر است.

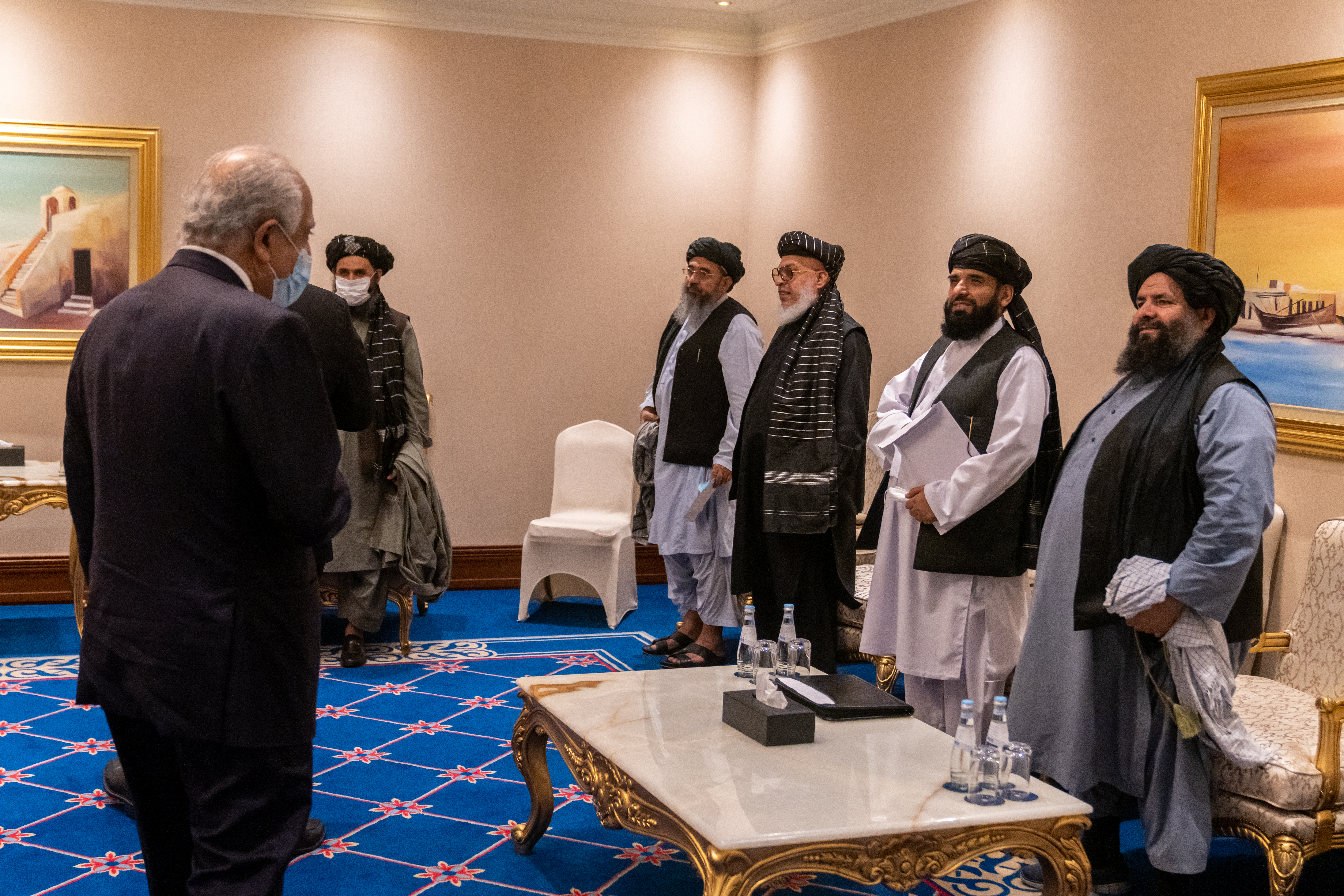
دیدار شیر محمد عباس استانیکزی (سوم از راست) در ملاقات با زلمی خلیلزاد نماینده آمریکا (چپ) و مایک پمپئو وزیر امور خارجه (مبهم)، دوحه، قطر در ۲۱ نوامبر ۲۰۲۰

او از قوم پشتون قومی از زیرقوم ستانکزی است، او در سال ۱۹۶۳ در برکی ، ولایت لوگر متولد شد. وی اخذ مدرک کارشناسی ارشد در علوم سیاسی دریافت کرد، و بعداً در آکادمی نظامی هند در درادون تحصیل کرد که در دهه ۱۹۷۰ مقامات ارتش افغانستان را آموزش می‌داد. وی در جنگ شوروی و افغانستان، ابتدا با حرکت انقلاب اسلامی و ملی افغانستان محمد نبی محمدی، سپس با اتحادیه اسلامی برای آزادی افغانستان عبدالرسول سیاف به عنوان فرمانده جبهه جنوب غربی این کشور جنگید. در ۷ سپتامبر ۲۰۲۱، ستانکزی به عنوان معاون وزیر خارجه در دولت آینده افغانستان معرفی شد.
در دوران حکومت طالبان بر افغانستان ۱۹۹۶ تا ۲۰۰۱، ستانکزی به عنوان معاون وزیر امور خارجه وکیل احمد متوکل وزیر امور خارجه و بعداً معاون وزیر بهداشت فعالیت می‌کرد. اگرچه گفته می‌شود که متوکل به او اعتماد نداشت، اما اغلب او با رسانه‌های خارجی مصاحبه می‌کرد، زیرا انگلیسی را خوب صحبت می‌کرد
دخترش شیرین در آمریکا زندگی می‌کند
در سال ۱۹۹۶، ستانکزی به عنوان کفیل وزارت خارجه به واشینگتن سفر کرد تا از دولت کلینتون بخواهد که طالبان تحت حاکمیت طالبان را از نظر دیپلماتیک به رسمیت بشناسد.
ستانکزی در ژانویه ۲۰۱۲ وارد قطر شد تا گشایش دفتر سیاسی طالبان در این کشور را تسهیل کند. وی در ۶ اوت ۲۰۱۵ به عنوان سرپرست دفتر سیاسی در قطر منصوب شد و جایگزین طیب آغا شد که استعفا داده بود. ستانکزی پس از انتصاب خود با اختر منصور بیعت کرد و گفت: «من و سایر اعضای دفتر سیاسی امارت اسلامی با محترم ملا اختر منصور بیعت می‌کنیم.» وی در نوامبر ۲۰۱۵ در سمت خود به عنوان رئیس دفتر سیاسی تأیید شد.
از ۱۸ تا ۲۲ ژوئیه ۲۰۱۶، وی برای گفتگو با مقامات چینی به چین سفر کرد. در فوریه ۲۰۱۷، ستانکزی از ورود به امارات متحده عربی محروم شد.
از ۷ تا ۱۰ اوت ۲۰۱۸، ستانکزی رهبری هیاتی از مقامات طالبان را در سفر به ازبکستان برعهده داشت. این هیئت با عبدالعزیز کامیلوف وزیر خارجه ازبکستان و اسماتیلا ایرگاشف نماینده ویژه ازبکستان در افغانستان دیدار کرد. از ۱۲ تا ۱۵ اوت، وی برای مذاکره با مقامات به اندونزی سفر کرد و با محمد جوسف کالا، معاون اول رئیس‌جمهور اندونزی، رتنو مارسودی وزیر امور خارجه اندونزی و حمید اول الدین، نماینده ویژه اندونزی در افغانستان دیدار کرد.
وی به عنوان معاون وزیر خارجه در سال ۲۰۲۱ معرفی شد.